# Мозаффар ед-Дін-шах
Мозаффар ед-Дін-шах (5 березня 1853 — 1 січня 1907) — 31-й шах Ірану в 1896—1907. Походив з династії Каджарів. На період його правління припали масові протести проти абсолютної влади шаха, що паралізувало роботу державних органів та суттєво погіршило економічне становище країни.

## Життєпис
Мозаффар ед-Дін — другий син та наступник шаха Насер ед-Дін Шаха, який загинув від рук найманого вбивці 19 квітня 1896 року. Багато років був генерал-губернатором провінції Східний Азербайджан та мешкав в Тебризі, де і застала його звістка про смерть батька. Його вихователем був Мірза-Нізам — європейськи освічений перс. Шах чудово володів французькою мовою; за його велінням на перську мову перекладено багато французьких, німецьких, англійських і російських книжок. Бажання Мозаффар ед-Діна просувати просвіту в Ірані яскраво виразилося в тому співчутті, з яким він поставився до роботи іранського посла у Санкт-Петербурзі Мірзи-Різа-хана («Alphabet Ruchdie», Тіфліс, 1882 р.; на французькій та перській мовах), що має на меті викликати перетворення перської абетки, наблизивши її до загальноєвропейської. За ініціативою Мозаффар ед-Діна в Тебризі стала виходити ліберальна газета «Насирі», яка проводить ідеї європейської цивілізації; засновано вище військове училище, на честь його назване «Музафферіе» (викладаються, крім військових наук, мови французька, англійська, німецька, російська, турецька, арабська, а також природничі науки); викликано іноземних військових інструкторів (австрієць Вагнер-хан та ін.), з метою модернізації іранської армії; влаштовано обширні казарми, значно покращено гігієнічні умови розташування військ. Особливо зросла прихильність азербайджанців до Мозаффар ед-Діна коли шах під час голоду в їхній провінції закупив в Росії величезні партії хліба і продавав його за нечувано дешевою ціною.
Мозаффар ед-Дін був відмінним стрільцем і наїзником. Старший син Мозаффар ед-Діна, принц Мохаммад Алі-Мірза, народився у 1872 році від рідної племінниці покійного Насер ед-Діна, Уммул-Хакан; він був оголошений спадкоємцем престолу і призначений правителем Тебріза. Старший брат шаха, Массуд-Мірза, народжений від матері нецарської крові; до народження Мозаффар ед-Дін вважався спадкоємцем престолу.

## Особливості правління
Прийнято вважати його правління неефективним, в літературі того часу образ шаха — старий хворий правитель. Він привів країну до важкого фінансової кризи. Тричі відвідував Європу, позичив значну суму грошей у російського царя Миколи II для оплати своїх надмірних дорожніх витрат. Під час першого візиту він сприяв введенню в Парижі кінематографу та заснував іранське кіно. Щоб впоратися з фінансовими проблемами і підтримати свій екстравагантний стиль життя він підписав чимало концесій, віддаючи іноземним фірмам контроль над промисловістю і ринками країни. У результаті протесту аристократії, духовенства та інтелігенції його змусили створити Меджліс та у жовтні 1906 прийняти конституцію з обмеженнями влади шаха. Він помер від серцевого нападу через 40 днів після її підписання.

## Мозаффар ед-Дін-шах: перебування у львівському «Жоржі»

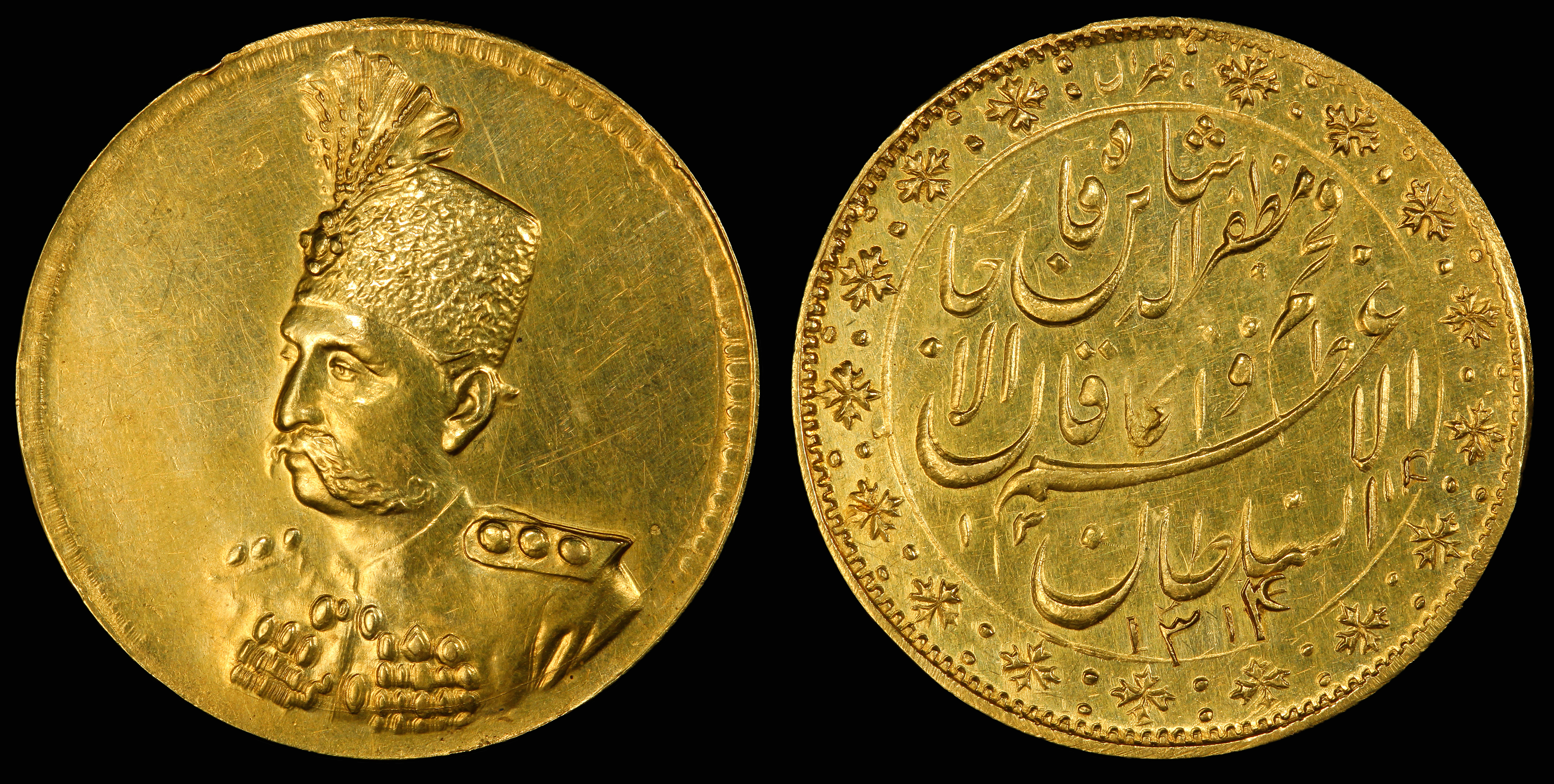
10 туманів 1896 року із зображенням шаха Мозаффар ед-Діна

Екзотичним гостем, який зупинився у Львові дорогою до Відня у червні 1905 року був саме правитель Ірану — Мозаффар ед-Дін-шах з сином, онуком та численним почтом. Шаха, що прибув власним потягом, зустріли намісник цісаря граф Андрій Потоцький і комендант Фідлер. Увесь кортеж направився до готелю «Жорж». Із палаючим смолоскипом у руці зустрів Його Величність власник готелю Бжезіцький, та особисто провів до покою. Пані Бжезіцька привітала шаха французькою мовою і вручила неймовірний букет із білих лілій, гвоздик, білих і жовтих троянд, пов'язаний стрічкою в кольорах прапора Ірану.
Шаху відвели приміщення першого поверху, а свита зайняла 67 кімнат на інших поверхах. Великий інтерес являє собою меню шаха, публіковане львівською пресою протягом тих трьох днів, поки іранські гості перебували у Львові. Так, перша репрезентативна вечеря, складася з крупника польського, лосося в майонезі, яєць «слава королю», зразиків телячих по-паризьки, курчати по-віденськи, компоту зі свіжих полуниць, мізерії, цвітної капусти, абрикосового суфле і традиційних додатків — фруктів, печива, солодощів та т.п..
Особливо підкреслювалося, що шахські порції були у п'ять разів більшими, аніж для усіх решти, щоб високий гість міг як слід розкуштувати екзотичні для нього страви. За три дні перебування в готелі гості «наїли» на 48 тисяч крон (приблизна вартість десятиквартирного житлового будинку у тогочасному Львові). Коли ж настала пора платити за рахунками, то хитрі сини Сходу спочатку взагалі запропонували власникові готелю іранський орден «Руна та сонця», найвищу відзнаку держави. Пан Бжезіцький ввічливо відмовився і попросив високих гостей розрахуватись готівкою або ж у разі несплати згідно рахунку, він виведе дружину та дітей перед очі монарха, щоб вони просили справедливості. Перспектива такого розв'язання проблеми змусила скупуваті господарські служби Мозаффар ед-Діна глибоко задуматися, і, після жорстокого торгу, вони заплатили власникові готелю 44 тисячі корон. Після чого високий гість власним потягом відбув до Відня.

## Нагороди
- Великий хрест ордена Червоного орла (Пруссія, 1893)
- Великий хрест ордена Леопольда (Австро-Угорщина, 1894).[2]
- Орден Дому Османів (Османська імперія, 1900)
- Великий хрест ордена Нідерландського лева (Нідерланди, 1900)
- Кавалер ордена Чорного орла (Пруссія, 1902)
- Кавалер ордена Андрія Первозванного (Російська імперія, 1902)
- Кавалер ордена святого Олександра Невського (Російська імперія, 1902)
- Кавалер ордена Білого орла (Російська імперія, 1902)
- Кавалер ордена святого Станіслава 1 ступеня (Російська імперія, 1902)
- Кавалер ордена Святої Анни 1 ступеня з діамантами (Російська імперія, 1902)
- Кавалер ордена Золотого руна (Іспанія, 1902)
- Кавалер ордена Святого Благовіщення (Королівство Італія, 1903)
- Великий хрест ордена святих Маврикія та Лазаря (Королівство Італія, 1903)
- Кавалер ордена Підв'язки (KG) (Велика Британія, 1903)
- Великий хрест ордена Почесного легіону (Франція, 1903)
- Великий хрест ордена Леопольда I (Бельгія, 1903)
- Великий хрест ордена святого Стефана (Австро-Угорщина, 1903)
- Великий хрест ордена Зірки Румунії (Румунія, 1906)